# Fairfield House
Fairfield House ist eine Villa in der schottischen Stadt Dalkeith in der Council Area Midlothian. 1990 wurde das Bauwerk in die schottischen Denkmallisten in der Kategorie B aufgenommen. Das zu der Villa gehörende Gewächshaus ist als Denkmal der höchsten Kategorie A klassifiziert.

## Beschreibung
Fairfield House liegt im Zentrum von Dalkeith zwischen Lothian Road und Croft Street. Eine Bruchsteinmauer umfriedet die aus dem frühen 19. Jahrhundert stammende Villa. Die Zufahrt erfolgt durch ein zweiflügliges Tor an der Ostseite. Die ostexponierte Frontseite des zweistöckigen Gebäudes ist drei Achsen weit. Entlang der Ost- und Nordseiten erstreckt sich ein einstöckiger Anbau der zwischen 1835 und 1852 hinzugefügt wurde. Auf dessen Flachdach ist ein Balkon mit umlaufender Balustrade eingerichtet. Das dortige zweiflüglige Hauptportal ist mit einem Dreiecksgiebel auf Kragsteinen verdacht. Das Gebäude schließt mit einem schiefergedeckten Plattformdach. Zwei kleinere Flügel an der Gebäuderückseite sind mit Walmdächern versehen.

## Gewächshaus
Das Gewächshaus grenzt an die nördliche Begrenzungsmauer des Grundstücks an. Es wurde zwischen 1835 und 1852 hinzugefügt. Das längliche Glashaus wird über Eingänge an der Ost- und Westseite betreten. Im Inneren trägt eine sechsachsige Arkadenkonstruktion das Dach. Das beheizte Bauwerk verfügt über Ventilatoren zur Klimatisierung.